# Patinação artística nos Jogos Olímpicos de Inverno de 1948 - Individual feminino
A competição individual feminina da patinação artística nos Jogos Olímpicos de Inverno de 1948 foi disputado entre 25 patinadoras.

## Medalhistas
| Ouro   | CAN Barbara Ann Scott |
| Prata  | AUT Eva Pawlik        |
| Bronze | GBR Jeannette Altwegg |

## Resultados
| #                 | Nome                  | País               | PC | Pontos | PL | Pontos  | Pos.  |
| ----------------- | --------------------- | ------------------ | -- | ------ | -- | ------- | ----- |
| Medalha de ouro   | Barbara Ann Scott     | CAN Canadá         | 1  | 858.1  | 1  | 163.077 | 11    |
| Medalha de prata  | Eva Pawlik            | AUT Áustria        | 3  | 832.1  | 2  | 157.588 | 24    |
| Medalha de bronze | Jeannette Altwegg     | GBR Grã-Bretanha   | 2  | 842.1  | 6  | 156.166 | 28    |
| 4                 | Jirína Nekolová       | TCH Checoslováquia | 4  | 807.2  | 4  | 154.088 | 34    |
| 5                 | Alena Vrzáňová        | TCH Checoslováquia | 7  | 797.2  | 3  | 153.044 | 44    |
| 6                 | Yvonne Sherman        | USA Estados Unidos | 8  | 783.9  | 5  | 149.833 | 62    |
| 7                 | Bridget Shirly Adams  | GBR Grã-Bretanha   | 5  | 806.8  | 16 | 148.644 | 69    |
| 8                 | Gretchen Merrill      | USA Estados Unidos | 6  | 798.0  | 11 | 148.466 | 73    |
| 9                 | Martha Musilek Bachem | AUT Áustria        | 14 | 744.5  | 7  | 144.456 | 103   |
| 10                | Marion Tiefy Davies   | GBR Grã-Bretanha   | 11 | 763.5  | 12 | 144.766 | 104   |
| 11                | Eileen Seigh          | USA Estados Unidos | 10 | 755.8  | 10 | 144.111 | 110   |
| 12                | Marilyn Ruth Take     | CAN Canadá         | 12 | 754.1  | 13 | 143.722 | 110.5 |
| 13                | Dagmar Lerchová       | TCH Checoslováquia | 15 | 745.5  | 8  | 144.433 | 112   |
| 14                | Suzanne Morrow        | CAN Canadá         | 9  | 761.9  | 15 | 143.655 | 117   |
| 15                | Maja Hug              | SUI Suíça          | 13 | 755.9  | 19 | 141.522 | 137   |
| 16                | Jacqueline du Bief    | FRA França         | 16 | 746.0  | 21 | 139.022 | 147.5 |
| 17                | Marika Saáry          | HUN Hungria        | 17 | 739.3  | 14 | 140.944 | 142   |
| 18                | Hildegard Appeltauer  | AUT Áustria        | 18 | 743.7  | 20 | 139.300 | 155   |
| 19                | Maidie Jill Linzee    | GBR Grã-Bretanha   | 19 | 742.8  | 18 | 140.200 | 145   |
| 20                | Ingeborg Solar        | AUT Áustria        | 23 | 677.8  | 9  | 135.444 | 186   |
| 21                | Éva Lindner           | HUN Hungria        | 22 | 679.7  | 17 | 134.188 | 192   |
| 22                | Marit Henie           | NOR Noruega        | 21 | 699.4  | 23 | 133.111 | 194   |
| 23                | Lotti Höner           | SUI Suíça          | 20 | 699.1  | 22 | 134.211 | 186   |
| 24                | Grazia Barcellona     | ITA Itália         | 25 | 607.9  | 24 | 122.211 | 218   |
| 25                | Doris Blanc           | SUI Suíça          | 24 | 635.6  | 25 | 122.622 | 221   |

Legenda
| Recorde mundial      | Recorde mundial (World record)               |                       | Recorde africano                      | Recorde africano (African) |                                           | Q | Classificado por posição (Qualified) |
| Recorde olímpico     | Recorde olímpico (Olympic record)            | Recorde da América    | Recorde da América (Americas)         | q                          | Classificado por melhor tempo (Qualified) |   |                                      |
| Melhor marca do ano  | Melhor marca do ano (World leading)          | Recorde asiático      | Recorde asiático (Asian)              | DNS                        | Não largou (Did not start)                |   |                                      |
| Recorde nacional     | Recorde nacional (National record)           | Recorde europeu       | Recorde europeu (European)            | DNF                        | Não terminou (Did not finish)             |   |                                      |
| Recorde pessoal      | Recorde pessoal do atleta (Personal best)    | Recorde da Oceania    | Recorde da Oceania (Oceania)          | DSQ / DQ                   | Desclassificado (Disqualified)            |   |                                      |
| Recorde da temporada | Recorde da temporada do atleta (Season best) | Recorde sul-americano | Recorde sul-americano (South America) | NM                         | Sem marca (No mark)                       |   |                                      |